# ازگنین علیا
ازگنین علیا، روستایی از توابع بخش رودبار شهرستان شهرستان قزوین در استان قزوین ایران است. تاتی زبان رایج در این روستا است.

## جمعیت
این روستا در دهستان رودبار محمد زمانی قرار دارد و براساس سرشماری مرکز آمار ایران در سال ۱۳۸۵، جمعیت آن ۶۹ نفر (۲۰خانوار) بوده‌است.